# Entionella monensis
Entionella monensis là một loài chân đều trong họ Entoniscidae. Loài này được Hartnoll miêu tả khoa học năm 1960.